# チオプロカ属
チオプロカ属（チオプロカぞく、Thioploca）はPseudomonadota門ガンマプロテオバクテリア綱ベギアトア目ベギアトア科の属の一つである。グラム陰性の非芽胞形成偏性好気性のフィラメント状桿菌。硫化水素を酸化する硫黄酸化菌の一種で、GC含量は52。滑走細菌に分類され、かつてはサイトファーガ目（Cytophagales）やチオスリックス目（Thiotrichales）に属するとされていた。
タイプ種はチオプロカ・シュミドレイ。チオスリックス属やベギアトア属に近縁で、硫化水素が含まれる汚水や汚泥でみられる。菌体同士が末端でつながり放射状の集合体を形成し、目視で確認できる大きさのものもある。

## 下位分類（種）
以下の種を含む(2024年9月現在)。
- Thioploca araucae　チオプロカ・アラウカエ

Maier & Gallardo 1984
- Thioploca chileae　チオプロカ・チレアエ

Maier & Gallardo 1984
- Thioploca ingrica　チオプロカ・イングリカ

(ex Visloukh 1911) Maier 1984
- Thioploca schmidlei　チオプロカ・シュミドレイ（タイプ種）

Lauterborn 1907 (IJSEMリストに掲載 1980)